# 长凝镇 (晋中市)
长凝镇，是中华人民共和国山西省晋中市榆次区下辖的一个乡镇级行政单位。舊稱長寧，得名于長寧水，為瀟河的支流。

## 行政区划
长凝镇下辖以下地区：
西长凝村、东长凝村、壁达村、峪壁村、绿豆湾村、南沙沟村、南合流村、西沟村、辉举村、相立村、南蔺郊村、北蔺郊村、阎家坪村、保安寨村、西见子村、东见子村、北头村、郑家岭村、石圪塔村、高坪村、庆城村、沟口村、上庄村、石槽头村、马头村和高家山村。